# Neotaxilana curtirostris
Neotaxilana curtirostris är en insektsart som beskrevs av Van Stalle 1984. Neotaxilana curtirostris ingår i släktet Neotaxilana och familjen Tropiduchidae. Inga underarter finns listade i Catalogue of Life.